# Lenguas chokwe-luchazi
Las lenguas Chokwe-Luchazi son una división de las lenguas bantúes codificada como Zone K.10 en la clasificación de Guthrie. De acuerdo con Nurse y Philippson (2003), son una unidad filogenética válida, que incluye las siguientes lenguas:
Chokwe, Luvale, Luchazi, Mbunda, Nyengo, Luimbi
El ngangela, una forma estandairzada que toma elementos del luvale, el luchazi, el mbunday el luimbi, sirve junto con el chokwe como una de las lenguas nacionales de Angola.

## Comparación léxica
Los numerales en diferentes lenguas chokwe-luchazi son:
| GLOSA | Chokwe    | Luchazi | Mbunda | Nyemba (Nganela) | PROTO- CHOKWE-LUCHAZI |
| ----- | --------- | ------- | ------ | ---------------- | --------------------- |
| '1'   | -mwe      | -mó     | cimo   | -mo              | *moi                  |
| '2'   | -áali     | -vàli   | vivali | -vali            | *-vali                |
| '3'   | -tatu     | -tátù   | vitatu | -tatu            | *-tatu                |
| '4'   | -wána     | -u̯ánà   | viwana | -wána            | *-wa-na               |
| '5'   | -táno     | -tánù   | vitanu | -tanu            | *-tanu                |
| '6'   | sàmbànà   | 5 + 1   | 5 + 1  | pàndù            |                       |
| '7'   | chimbyàlì | 5 + 2   | 5 + 2  | pàndù vàlì       |                       |
| '8'   | nàkè      | 5 + 3   | 5 + 3  | cínana           | *-nana                |
| '9'   | lívwe     | 5 + 4   | 5 + 4  | célà             | *-bwe                 |
| '10'  | kúmi      | likúmi  | likumi | líkumi           | *-kumi                |